# Phylloscopus olivaceus
A Phylloscopus olivaceus a verébalakúak (Passeriformes) rendjébe, ezen belül a füzikefélék (Phylloscopidae) családjába és a Phylloscopus nembe tartozó faj. 11-13 centiméter hosszú. A Fülöp-szigetek középső és déli részének nedves erdős területein él. Apró ízeltlábúakkal táplálkozik. Áprilistól augusztusig költ.

## Fordítás
- Ez a szócikk részben vagy egészben  a   Philippine leaf warbler című angol Wikipédia-szócikk fordításán alapul.  Az eredeti cikk szerkesztőit annak laptörténete sorolja fel. Ez a jelzés csupán a megfogalmazás eredetét és a szerzői jogokat jelzi, nem szolgál a cikkben szereplő információk forrásmegjelöléseként.